# Драгоценные зверюшки
«Драгоценные зверюшки» или «Jewelpet» (яп. ジュエルペット Дзюэрупэтто, Джуэл Пэт) — детский анимационный сериал в жанре махо-сёдзё, выпущенный студией Comet. Является частью медиафраншизы «Jewelpet».
Первая серия аниме-сериала, названного просто «Jewelpet», вышла в 2009 году и транслировалась по телеканалу TV Tokyo с 5 мая 2009 года по 28 марта 2010 года. Потом появились «Jewelpet Twinkle», «Jewelpet Sunshine», «Jewelpet Kira Deco!» (четвёртый сериал, 2012), полнометражный фильм «Jewelpet Sweets Dance Princess» (2012), и, наконец, «Jewelpet Happiness» (пятый сериал, 2013).
В России выходит на телеканале «Gulli».

## Сюжет

### Первый сезон: «Jewelpet»
- Главная героиня: Ринко Когёку

Существует волшебная страна, в которой живут зверюшки. Однажды три волшебницы, которые в этом волшебном городке главные, захотели почистить город, и на время превратили в драгоценные камни всех его обитателей. Всех, кроме Руби, которая как всегда прогуливала урок и всё пропустила. При доставке амулетов в волшебный лес, где они должны были благополучно переждать уборку города, с несущим их пеликаном произошёл несчастный случай, и все драгоценные камни улетели на Землю и рассеялись по ней. Кролика по имени Руби три волшебницы посылают на Землю найти и вернуть всех своих друзей. На Земле она встречает девочку по имени Ринко, которая будет ей помогать.

### Второй сезон: «Jewelpet Twinkle»
- Главная героиня: Акари Сакура

Существует волшебная академия, где волшебники и зверюшки в паре могут обучаться магии. Однако зверюшка по имени Руби не может найти себе достойного партнёра. Однажды она нечаянно попадает на Землю (в мир людей), где встречает девочку по имени Акари Сакура. Позже она соглашается стать новым партнёром Руби, но для того, чтобы попасть в волшебную академию, нужно собрать 12 драгоценных камней.

### Третий сезон: «Jewelpet Sunshine»
- Главная героиня: Канон Мидзусиро

В волшебной стране, где обитают волшебные зверюшки, есть Академия Солнечного Света, где люди и зверюшки изучают магию. Зверёк Руби, её соседка по комнате Канон Мидзусиро и их друзья широко известны в академии своими шалостями и выходками. Все они мечтают удачно окончить академию и должны выполнить немало сложных заданий на пути к цели. Они также всё время попадают в смешные ситуации.

### Четвёртый сезон: «Jewelpet Kira Deco!»
- Главная героиня: Пинк Омия

Согласно легенде, волшебные зверюшки родились от любви и заботы волшебной королевы Джуэлины. У Джуэлины был Зеркальный Шар, но однажды в него попал метеор и расколол его на множество маленьких кусочков, называемыми в легенде деко-камнями (декоративными камнями). Зверюшки отправляются найти и собрать эти камни. Так они смогут остановить воцарение вечного зла на Земле (в мире людей). По дороге они встречают группу из пяти странных личностей, называющих себя Kira Deco 5 и тоже собирающих деко-камни. Они подружатся с ними.

### Пятый сезон: «Jewelpet Happiness»
- Главная героиня: Тиари Цукикагэ

Леди Джуэлина даёт Руби волшебную шкатулку, чтобы та собирала в неё волшебные драгоценные камни. Чтобы выполнить задание, Руби надо параллельно учиться в Академии Драгоценных Камней и открыть кафе под названием «Jewelpet». К сожалению, кафе требует много работы, и в него никто не ходит. Однажды Руби встречает трёх школьниц, — Тиари Цукикагэ, Нэнэ Коноэ и Руруку Ханаяму, — которые решают ей помочь. Вместе они будут продвигать магазин и защищать от воров волшебную шкатулку.

### Шестой сезон: «Lady Jewelpet»
- Главная героиня: Момона

Чтобы стать королевой Джевелленда, девочка Момона должна проходить испытания в Драгоценном Дворце, в который по некой случайности она попала прямо со свадьбы любимого старшего двоюродного брата. Но не одна Момона хочет стать королевой, во дворце живут множество достойных соперниц, а также прекрасные принцы, которые будут выполнять задания наряду с леди, чтобы стать королём Джевелленда. Девочкам помогают волшебные зверюшки Джевелпет-лучшие друзья людей.

## Персонажи
- Руби (яп. ルビー руби) — рубин и японский заяц. Веселая и озорная, также любит вишневые сладости.
- Гранатик (яп. ガーネット ганетто) — гранат и сибирская кошка. Модница, очень гордится собой, но всё же часто может помочь друзьям.
- Сапфи (яп. サフィー сави) — сапфир и спаниэль. Скромная и дружелюбная. Пожалуй, самая умная зверушка из всех.

### Антагонисты
- Диана (яп. ダイアナ Даиана) — алмаз и манчкин. Главный антагонист первого сезона. Имеет способность оставлять отпечатки кошачьей лапы, вызывая негативные эмоции людей. Любит камабоко.
- Диан (яп. ディアン Диан) — обсидиан и мейн-кун. Старший брат Дианы.